# Rhizosphaera oudemansii
Rhizosphaera oudemansii är en svampart som beskrevs av Maubl. Rhizosphaera oudemansii ingår i släktet Rhizosphaera och familjen Venturiaceae.   Inga underarter finns listade i Catalogue of Life.